# Schloss Naudersberg

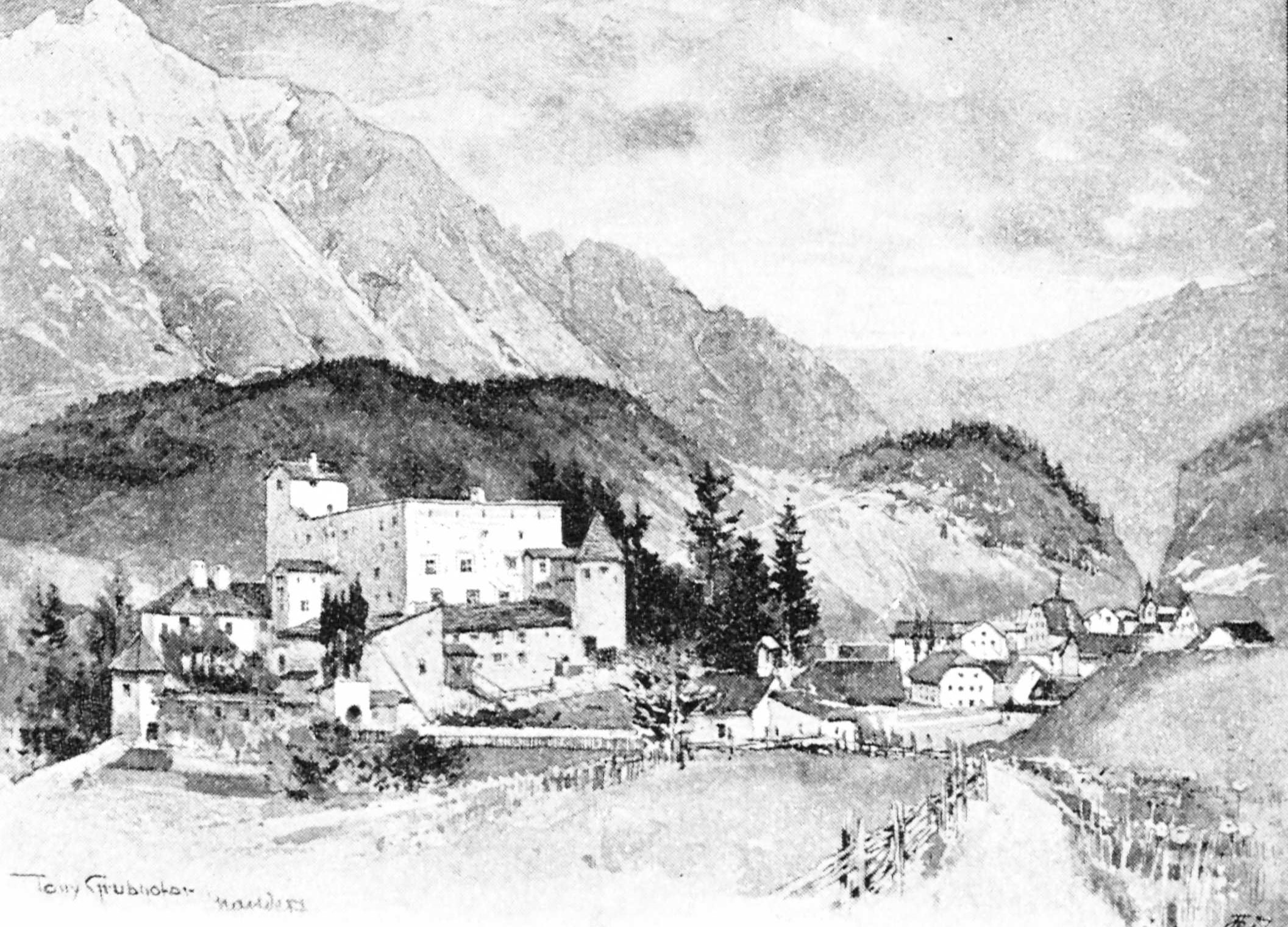
Tony Grubhofer: Nauders (1899)

Das Schloss Naudersberg steht auf einem Hügel über dem Ort Nauders im österreichischen Tirol.
Die landesfürstliche Gerichtsburg wurde am Anfang des 14. Jahrhunderts errichtet und 1325 erstmals urkundlich genannt. Bis 1919 war das Schloss Sitz staatlicher Behörden wie z. B. des Bezirksgerichts.
Der älteste Burgbereich mit rechteckigem Grundriss besteht aus dem südöstlichen Palas und einem quadratischen Bergfried im Westen. In der südlichen Ringmauer ist das rundbogige Burgtor mit eisenbeschlagenen Torflügeln aus dem 14. Jahrhundert, darüber ein Mannsloch aus dem 16. Jahrhundert. Im Spätmittelalter wurde die Ringmauer und der Palas mit einer Mantelmauer und Schießscharten überhöht. Der ursprünglich weite Hof wurde mit Gebäudetrakten (mit Pultdächern) verbaut, sodass nur ein kleiner Mittelhof übrig blieb. Eine parallel zur Kernburg verlaufende Zwingermauer mit doppelreihigen Schlüssel- und Maulscharten und zwei Rundtürmen wurde in der zweiten Hälfte des 15. Jahrhunderts errichtet. Das Zwingertor besteht aus einem gefasten Rundbogenportal mit eisenbeschlagenen Flügeln und einer Fußgängerpforte. Im zweiten Viertel des 16. Jahrhunderts wurde im Süden eine weite Vorburg mit einem Basteiturm gebaut.
Der Bergfried unter einem (rezenten) Satteldach ist sechsgeschoßig. Die oberen Geschoße wurden am Anfang des 16. Jahrhunderts errichtet. Dort befinden sich unter der Wehrplatte zwei heizbare, leistengetäfelte Arresträume mit Eisentüren, Guckloch und Kastenschloss aus dem 16. Jahrhundert. Der dreigeschoßige Palas unter einem Pultdach hat gegen Osten vermauerte Zinnen und vereinzelt originale Lichtschlitze. Die regelmäßigen Fensterreihen sind aus dem 16. Jahrhundert. Im Erdgeschoß liegt eine mittelalterliche Balkendecke auf einem gefasten Holzpfeiler. Im zweiten Obergeschoß ist ein Fürstenzimmer mit spätgotischem Leistengetäfel, das von 1806 bis 1809 mit Empire-Malerei überdeckt worden ist. Im zweiten Obergeschoß befindet sich der ehemalige Gerichtssaal mit einer gerauteten, reich profilierten Felderdecke aus dem Ende des 15. Jahrhunderts. Die übrigen Räume haben ein einfaches Leistengetäfel und Felderdecken aus dem 16. und 17. Jahrhundert.
Im zweiten Obergeschoß liegt die netzrippengewölbte Kapelle, die später in einen Gang eingebaut wurde. Der Eingang zur Kapelle, ein Rundbogenportal, entstand um 1800. Im Glockentürmchen hängt eine Glocke von 1465.
Das Schloss befindet sich in Privatbesitz und wird seit 1980 laufend renoviert. Ein Großteil der Innenräume wird heute als Museum genutzt. Zudem sind im Palas zwei Ferienwohnungen eingerichtet. Im Bereich des inneren Burgtors ist eine Gastronomie etabliert.